# Glòria de Castro Pascual
Glòria de Castro Pascual   (Caldes de Montbui, 1974) és una escriptora catalana. Llicenciada en Ciències de la comunicació a la Universitat Autònoma de Barcelona, va treballar al sector de la publicitat, fins que va deixar el sector per anar viure una vida més tranquil·la amb la família a Mallorca.
La seva primera novel·la, L’instant abans de l’impacte, va guanyar el Premi Llibreter 2022 i va quedar finalista de diversos premis. Ha sigut publicada per Edicions del Periscopi. Rep influències d'Angélica Liddell i Sylvia Plath.

## Obres
- L'instant abans de l'impacte (2022)
- Els temples solemnes (2025)